# Janice Karman
Pour les articles homonymes, voir Karman.
Janice Karman est une actrice, réalisatrice, scénariste et productrice américaine née le 21 mai 1954 et mariée à Ross Bagdasarian Jr.

## Biographie
Janice Karman est née le 21 mai 1954 à Los Angeles. Son père Harvey Karman et sa mère Felice Karman sont psychologues.
Elle commence sa carrière en tant que figurante de cinéma, avant de se marier avec Ross Bagdasarian Jr. en 1979. Janice Karman partage la production de la franchise Alvin et Les Chipmunks avec Bagdasarian et prête sa voix à Théodore et les Chipettes (Brittany, Jeanette et Éléonore) et dont elle est la créatrice.
Elle réalise son premier et unique film Les Aventures des Chipmunks (The Chipmunk Adventure), le premier film d'Alvin et les Chipmunks qui rencontre un échec commercial à sa sortie en 1987.

## Filmographie

### Actrice
- 1975 : Wham Bam Thank You Spaceman : Prostituée
- 1975 : Switchblade Sisters : Bunny
- 1976 : Slumber Party '57 : Hank
- 1979 : Silent Victory: The Kitty O'Neil Story (TV) : Troisième professeur
- 1981 : Un Noël de Chipmunk (A Chipmunk Christmas) (TV) : Théodore Seville (voix) - également productrice
- 1983 : Alvin et les Chipmunks (Alvin & the Chipmunks) (série TV) : Theodore Seville / Brittany Miller / Jeanette Miller / Eleanor Miller (voix) - également productrice
- 1987 : The Chipmunk Adventure : Theodore Seville / Brittany Miller / Jeanette Miller / Eleanor Miller (voix) - également réalisatrice et scénariste
- 1990 : Cartoon All-Stars to the Rescue (TV) : Theodore (voix)
- 1996 : On Dangerous Ground (TV) : Maggie Tanner
- 1999 : Alvin et les Chipmunks contre Frankenstein (vidéo) : Théodore Seville
- 2000 : Alvin et les Chipmunks contre le loup-garou (vidéo) : Théodore / Brittany / Jeanette / Eleanor
- 2015 : Alvin et les Chipmunks : / Théodore / Brittany / Jeanette / Miss Smith

### Productrice
- 1981 : Un Noël de Chipmunk (A Chipmunk Christmas) (TV) : Théodore Seville (voix)
- 1983 : Alvin et les Chipmunks (Alvin & the Chipmunks) (série TV) : Theodore Seville / Brittany Miller / Jeanette Miller / Eleanor Miller (voix)
- 1984 : La Saint-Valentin (I Love the Chipmunks Valentine Special)
- 1985 : L'amour d'une mère (A Chipmunk Reunion)
- 1994 : Alvin and the Chipmunks : Trick or Treason
- 1994 : A Chipmunk Celebration
- 1995 : The Easter Chipmunk

### Réalisatrice
- 1987 : The Chipmunk Adventure